# Bernd Lohaus
Bernd Lohaus (* 1940 in Düsseldorf; † 5. November 2010 in Antwerpen) war ein in Belgien lebender zeitgenössischer deutscher Bildhauer, Maler und Zeichner.

## Leben und Arbeitsbereiche
Nach einer Lehre bei Hermann Isenmann studierte Lohaus von 1963 bis 1966 an der Kunstakademie Düsseldorf bei Joseph Beuys. Zusammen mit Panamarenko, Hugo Heyman und Wout Vercammen gab er von 1964 bis 1965 die Zeitschrift Happening New heraus. Während eines Aufenthaltes in Spanien lernte er die Kunsthistorikerin Anny de Decker kennen. Sie heirateten 1966 und zogen nach Antwerpen, wo sie in ihrem Haus die Avantgarde-Galerie Wide White Space einrichteten, in der bereits 1966 Marcel Broodthaers und 1967 Joseph Beuys ausstellten; letzterer führte dort 1968 auch die Aktion Eurasienstab zusammen mit dem dänischen Künstler und Fluxus-Komponisten Henning Christiansen durch. Die Galerie bestand bis 1976.
Bernd Lohaus arbeitete hauptsächlich mit Holz, Stein und Papier. Die bildhauerischen Werk bestehen meist aus Ensembles und Einzelstücke aus schweren Balken, Brettern, Klötzen und Würfeln aus Azobe, härtestem Holz aus Westafrika. Wichtig war oft die Beziehung der Gegenstände zueinander und zum Raum. Lohaus bezog die Sprache als Bestandteil in viele seiner Werke ein. Der künstlerische Eingriff wird auf einfache, sensible Handlungen reduziert. Die Arbeiten von Bernd Lohaus entstanden vor dem Hintergrund von Fluxus, Sozialer Plastik, Arte Povera, Minimal Art und Materialkunst und bilden darin eine ganz eigene Position.

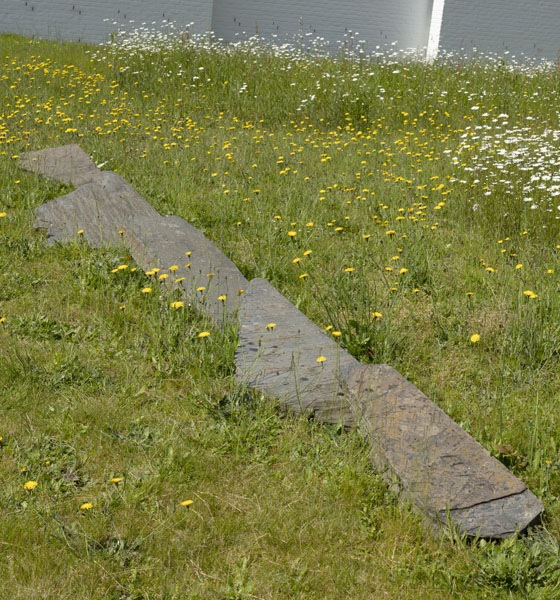
Wellen zur Hand gegebenes Echo (Museum Dhondt-Dhaenens)
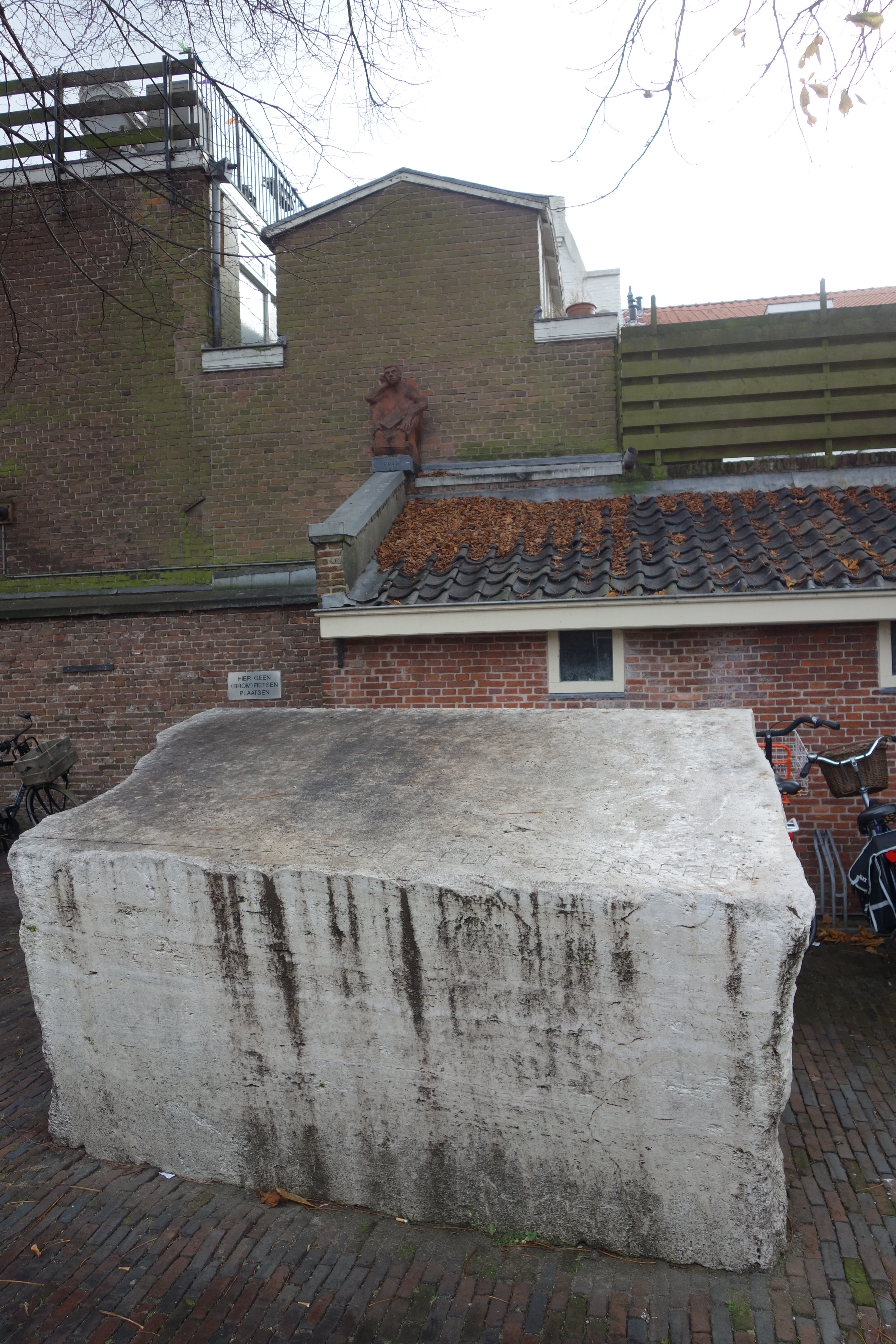
Zichzelf getroffen (Haarlem)
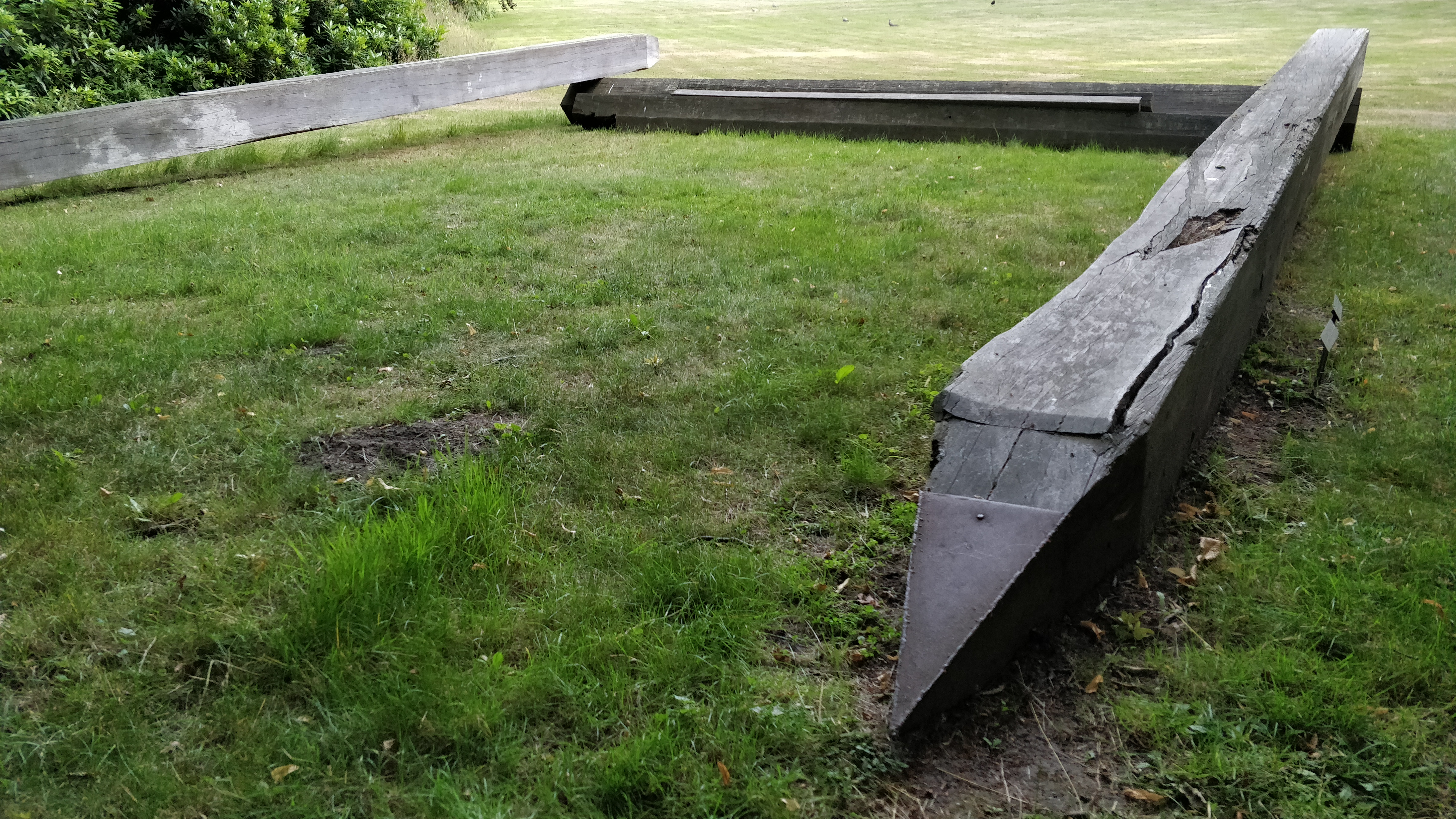
Zonder titel (Middelheimmuseum)

## Ausstellungen (Auswahl)
- 1973: Städtisches Museum Mönchengladbach, Mönchengladbach, „Eine Malerei-Ausstellung mit Malern, die die Malerei in Frage stellen könnten“[2]
- 1974: Museum of Modern Art Oxford, Oxford, „Gruppenausstellung“
- 1975: Biennale von Paris, Paris
- 1975: Neue Galerie - Sammlung Ludwig, Aachen, „Belgien: Junge Künstler I“
- 1977: Galerie Alber Baronian, Brüssel, „Bernd Lohaus“
- 1978: Galerie Haus Nieting, Geldern, „Bernd Lohaus“
- 1979: Museum van Hedendaags Kunst, Gent, „Inzicht/Overzicht, Aktuele Kunst in Belgie“
- 1979: Palais des Beaux-Arts de Bruxelles, Bruxelles, „JP2“
- 1979: Van Abbemuseum, Eindhoven, „Bernd Lohaus“
- 1980: Museum Kunstpalast, Düsseldorf, „Wand“
- 1981: Internationaal Cultureel Centrum, Antwerpen, „Bernd Lohaus“
- 1981: 16. Biennale Middelheim, Antwerpen
- 1982: Kunstmuseum Düsseldorf, Düsseldorf
- 1983: Internationaal Cultureel Centrum, Antwerpen, „de structuur voorbij“
- 1984: Galerie Haus Nieting, Geldern, „Bernd Lohaus“
- 1985: Palais des Beaux-Arts de Bruxelles, Bruxelles, „Bernd Lohaus, 1973–1985“
- 1987: Museum van Hedendaagse Kunst, Gent, „Holz Stein Papier - Bernd Lohaus“
- 1987: Couvent des Minimes, Lille, „Jef Geys, Bernd Lohaus, Guy Mees, Philippe van Snick“
- 1987: Espace lyonnais d'art contemporain (elac), Gruppenausstellung, Lyon
- 1987: Museum van Hedendaagse Kunst Antwerpen, Antwerpen „Inside Outside“
- 1987: Museum Kunstpalast, Düsseldorf, „Brennpunkt Düsseldorf - 1962 / 1987“
- 1988: Chapelles des Carmélites, Toulouse, „Bernd Lohaus: 1981–1988“
- 1988: Musée d’Art Modernes, Villeneuve-d’Ascq, „Bernd Lohaus: 1981–1988“
- 1990: Centrum voor Ruimtelijke Kunst, Lokeren, „Bernd Lohaus, Sculpturen in steen“
- 1990: Museum van Hedendaagse Kunst, Gent, „Ponton Tmse“
- 1990: Frans Halsmuseum, Haarlem, „Antwerpen - Haarlem“
- 1990: Kunsthalle Bielefeld, Bielefeld
- 1991: Städtische Galerie Nordhorn, Nordhorn, „Bernd Lohaus“
- 1991: Museum Dhondt-Dhaenens, Deurle, „Betekende Ruimte“
- 1991: Witte de With, Rotterdam, „Facts and Rumours“ (Gruppenausstellung)
- 1991: Galerie Gritta Insam, Wien, „Von der Wiederholung der Träume zur Realität - Zeitgenössische Kunst aus Belgien“
- 1991: Ausstellungshalle am Hawerkamp, Münster, „Mit Worten ein Bild bereiten“ (Gruppenausstellung)
- 1992: Cyprus House, Athen, „Bernd Lohaus“
- 1992: dokumenta-Halle, Kassel, „documenta IX“[3]
- 1993: Open Air Museum of Sculpture Middelheim, Antwerpen, „New Sculptures“
- 1993: Koningklijke Musea voor Schone Kunsten van Belgie, Brussel, „Kunst in Belgie - na 1980“
- 1993: Galerie Micheline Szwajcer, Antwerpen, „Un Accrochage“ (Gruppenausstellung)
- 1994: Parc Tournay, Boitsfort-Bruxelles, „Bernd Lohaus“
- 1995: Ecole Régionale Supérieure d'Expression Plastique, Tourcoing, „Bernd Lohaus“
- 1995: Palais des Beaux-Arts de Bruxelles, Bruxelles, „Wide White Space - 1966 1976“
- 1995: Museum van Hedendaagse Kunst Antwerpen, Antwerpen, „Bernd Lohaus“
- 1996: Haus Bill, Zumikon/Zürich, „bernd lohaus, laurence wiener“
- 1997: Museu d’Art Contemporani de Barcelona, Barcelona, „Seven artists presented by the Museum van Hedendaagse Kunst Gent“
- 2000: Lippischer Kunstverein, Lemgo, „Bernd Lohaus“
- 2003: Stedelijk Museum voor Actuele Kunst, Gent, „Gelijk het leven is - Belgische kunst uit de collectie“
- 2005: Stedelijk Museum voor Actuele Kunst (SMAK), Gent, „Bernd Lohaus 1998–2005“
- 2005: Schatkamer van Sint-Pieter, Leuven, „Bernd Lohaus - Sculpturen“
- 2006: Speelhoven, Aarschot, „One*More*Time - Speelhoven '06“ (Gruppenausstellung)
- 2010: Parkeerterrein Beyerd/Vlaszak, Breda, „Parkplatz“ (Gruppenausstellung)
- 2012: Ruimte voor actuele kunst, Antwerpen, „Blumen“
- 2013: Musée des Arts Contemporains, Grand-Hornu, „Bernd Lohaus“
- 2015: Museum van Hedendaagse Kunst Antwerpen, Antwerpen, „Fremdkörper- works from the studio of Bernd Lohaus“
- 2016: Abbaye de Montmajour, Arles, „La Régle et L'Intuition“ (Gruppenausstellung)
- 2017: Kunsthalle Düsseldorf, Düsseldorf, „Wirtschaftswerte/Museumswerte“ (Gruppenausstellung)
- 2019: Skulpturenhalle, Düsseldorf, „Bernd Lohaus“

## Werke in öffentlichen Sammlungen (Auswahl)
- Fonds National d’Art Contemporain, Paris
- FRAC – Nord-Pas-de-Calais, Dunkerque
- MARTa Herford, Herford
- Museum van Hedendaagse Kunst, Antwerpen
- Musée d’Art Moderne, Brüssel
- Stedelijk Museum voor Actuele Kunst, Gent
- Stedelijk Van Abbemuseum, Eindhoven